# Federico Corner (cardinale 1579)
Federico Baldissera Bartolomeo Corner (Venezia, 16 novembre 1579 – Roma, 5 giugno 1653) è stato un cardinale e patriarca cattolico italiano.

## Biografia
Nacque a Venezia il 16 novembre 1579, terzogenito - ma i fratelli maggiori morirono bambini - di Giovanni Corner "di San Polo" e di Chiara Dolfin "di San Salvador". Il suo ramo familiare era ricchissimo e potente, tanto che lo stesso Federico sarebbe diventato figlio, fratello e zio di dogi. Per quanto riguarda le personalità ecclesiastiche, era nipote di Francesco Corner e pronipote di Alvise Corner e di Federico Corner, tutti cardinali.
Intrapresi gli studi a Roma sotto la cura speciale di suo zio cardinale, dopo la morte di questo nel 1598 fece ritorno a Venezia e studiò legge all'università di Padova, dove nel 1599 fondò l'Accademia dei Ricovrati, oggi Accademia galileiana di scienze lettere ed arti.
Ritornato a Roma nel 1602, divenne chierico della Camera Apostolica sotto il pontificato di Clemente VIII e Gran Priore dell'Ordine di San Giovanni di Gerusalemme per Cipro. Governatore di Civitavecchia dal 24 settembre al dicembre del 1607, ricevette quindi gli ordini ecclesiastici.
Eletto vescovo di Bergamo il 23 febbraio 1623, mantenne il clericato della Camera apostolica. Venne consacrato vescovo il 7 aprile del 1623 nella Cappella del Sacrario Apostolico di San Pietro a Roma dal cardinale Marcantonio Gozzadini, assistito da Agostino Morosini, arcivescovo titolare di Damasco, e da Giovanni Benini, arcivescovo titolare di Adrianopoli di Emimonto.
Creato cardinale presbitero nel concistoro del 19 gennaio 1626, ricevette la porpora ed il titolo di Santa Maria in Traspontina il 22 giugno di quello stesso anno. La sua promozione al cardinalato produsse molti tumulti di origine politica a Venezia, in quanto gli statuti della Repubblica veneta vietavano espressamente (in virtù di motivazioni storiche) che il figlio del doge in carica ottenesse incarichi per mano del pontefice. Il senato di Venezia propose pertanto le sedi vescovili di Vicenza o di Padova in ricompensa della cessione del titolo cardinalizio.

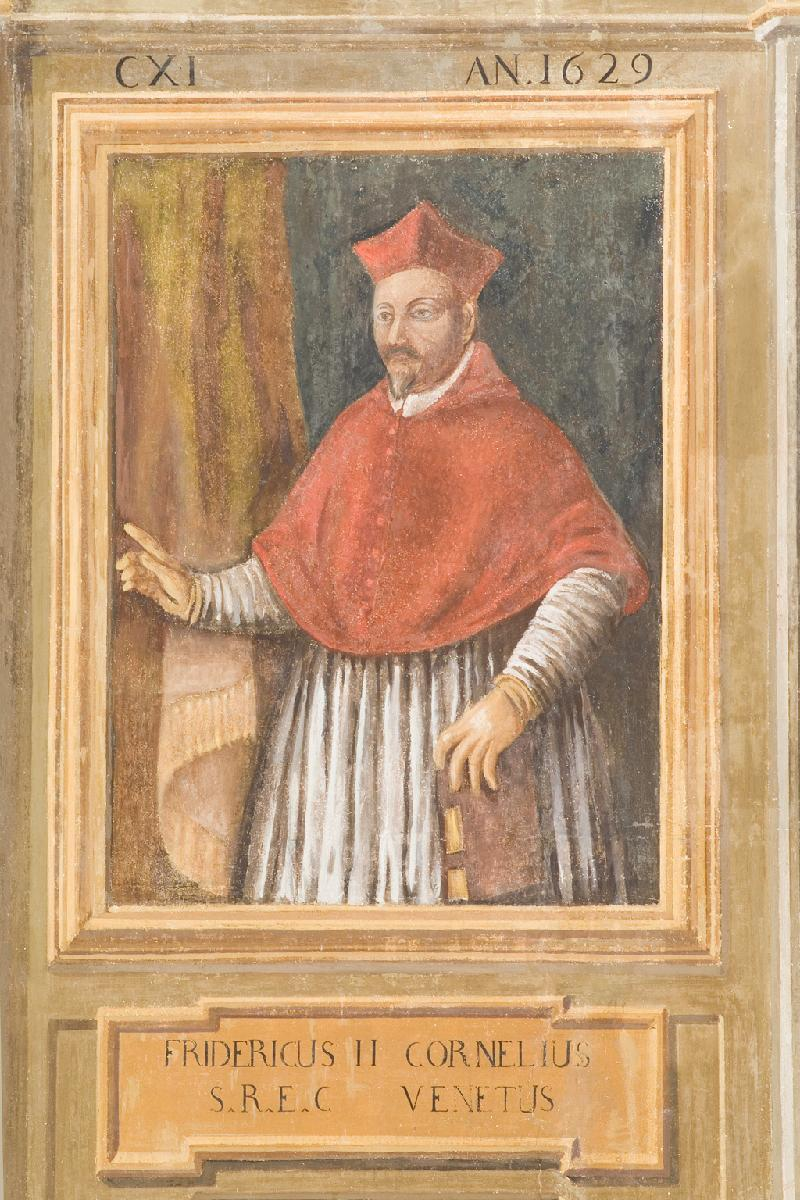
Ritratto del cardinale, Palazzo Vescovile, Padova

Trasferitosi solo nominalmente a Vicenza dal 7 settembre 1626, Federico Baldissero Bartolomeo Cornaro mantenne ad ogni modo il titolo cardinalizio ed il 15 novembre 1627 optò per il titolo di Santa Cecilia, passando a quello di San Marco il 26 aprile 1629. Della sede vicentina prese possesso il fratello Francesco e la diocesi fu governata dal vicario generale Francesco Alzano da Bergamo; il Corner non vi mise mai piede; per dimostrare la sua generosità, invece, nell'ottobre 1628 fece dono alla città di Vicenza di una notevolissima quantità di reliquie provenienti dalle catacombe romane.
Trasferitosi alla sede episcopale di Padova il 30 aprile 1629, venne promosso patriarca di Venezia l'11 giugno 1631. Divenuto camerlengo del Sacro Collegio dei Cardinali l'11 aprile 1639, rimase in carica sino al 7 gennaio 1641. Dopo aver rinunciato al patriarcato il 13 giugno 1644, partecipò al conclave che quello stesso anno elesse a pontefice Innocenzo X. Optò quindi per il titolo di Santa Maria in Trastevere dal 19 novembre 1646, passando quindi alla sede suburbicaria di Albano dal 29 aprile 1652.
Morì a Roma il 5 giugno 1653 e fu sepolto nella Cappella Cornaro (detta anche di Santa Teresa) nella chiesa di Santa Maria della Vittoria (Roma).

## Genealogia episcopale e successione apostolica
La genealogia episcopale è:
- Cardinale Scipione Rebiba
- Cardinale Giulio Antonio Santori
- Cardinale Girolamo Bernerio, O.P.
- Arcivescovo Galeazzo Sanvitale
- Cardinale Ludovico Ludovisi
- Cardinale Marco Antonio Gozzadini
- Cardinale Federico Baldissera Bartolomeo Corner, O.S.Io.Hieros.

La successione apostolica è:
- Vescovo Giulio Saraceni (1627)
- Vescovo Giovanni Paolo Savio (1627)
- Vescovo Ottavio Rivarola (1627)
- Vescovo Mario Antonini (1627)
- Vescovo Giuseppe Candido (1628)
- Vescovo Giovanni Aloisio Farfusola (1628)
- Arcivescovo Francesco Vitelli (1632)
- Arcivescovo Benedetto Cappello (1639)
- Vescovo Marco Morosini (1639)
- Vescovo Francesco Grassi (1640)
- Vescovo Giambattista del Giudice (1644)
- Arcivescovo Giovanni Quirino (1645)
- Vescovo Giovanni Camponeschi, O.F.M. (1645)

## Ascendenza
|                                    |                 |                       | Genitori           |  |  | Nonni |  |  | Bisnonni                                  |  |  | Trisnonni                                |  |
|                                    |                 |                       |                    |  |  |       |  |  | Giovanni Corner, procuratore di San Marco |  |  | Giorgio Corner, procuratore di San Marco |  |
|                                    |                 |                       |                    |  |  |       |  |  | Giovanni Corner, procuratore di San Marco |  |  | Giorgio Corner, procuratore di San Marco |  |
|                                    |                 | Elisabetta Morosini   |                    |  |  |       |  |  | Giovanni Corner, procuratore di San Marco |  |  |                                          |  |
| Marcantonio Corner                 |                 |                       |                    |  |  |       |  |  | Giovanni Corner, procuratore di San Marco |  |  |                                          |  |
|                                    |                 | Adriana Pisani        | Alvise Pisani      |  |  |       |  |  |                                           |  |  |                                          |  |
|                                    |                 | Adriana Pisani        | Alvise Pisani      |  |  |       |  |  |                                           |  |  |                                          |  |
|                                    |                 | Adriana Pisani        | Cecilia Giustinian |  |  |       |  |  |                                           |  |  |                                          |  |
| Giovanni I Corner, doge di Venezia |                 | Adriana Pisani        |                    |  |  |       |  |  |                                           |  |  |                                          |  |
|                                    |                 | Giustiniano Contarini | …                  |  |  |       |  |  |                                           |  |  |                                          |  |
|                                    |                 | Giustiniano Contarini | …                  |  |  |       |  |  |                                           |  |  |                                          |  |
|                                    |                 | Giustiniano Contarini | …                  |  |  |       |  |  |                                           |  |  |                                          |  |
| Cecilia Contarini                  |                 | Giustiniano Contarini |                    |  |  |       |  |  |                                           |  |  |                                          |  |
|                                    |                 | …                     | …                  |  |  |       |  |  |                                           |  |  |                                          |  |
|                                    |                 | …                     | …                  |  |  |       |  |  |                                           |  |  |                                          |  |
|                                    |                 | …                     | …                  |  |  |       |  |  |                                           |  |  |                                          |  |
| Federico Corner                    |                 | …                     |                    |  |  |       |  |  |                                           |  |  |                                          |  |
|                                    | Giovanni Dolfin | …                     |                    |  |  |       |  |  |                                           |  |  |                                          |  |
|                                    | Giovanni Dolfin | …                     |                    |  |  |       |  |  |                                           |  |  |                                          |  |
|                                    | Giovanni Dolfin | …                     |                    |  |  |       |  |  |                                           |  |  |                                          |  |
| Lorenzo Dolfin                     | Giovanni Dolfin |                       |                    |  |  |       |  |  |                                           |  |  |                                          |  |
|                                    |                 | …                     | …                  |  |  |       |  |  |                                           |  |  |                                          |  |
|                                    |                 | …                     | …                  |  |  |       |  |  |                                           |  |  |                                          |  |
|                                    |                 | …                     | …                  |  |  |       |  |  |                                           |  |  |                                          |  |
| Chiara Dolfin                      |                 | …                     |                    |  |  |       |  |  |                                           |  |  |                                          |  |
|                                    |                 | …                     | …                  |  |  |       |  |  |                                           |  |  |                                          |  |
|                                    |                 | …                     | …                  |  |  |       |  |  |                                           |  |  |                                          |  |
|                                    |                 | …                     | …                  |  |  |       |  |  |                                           |  |  |                                          |  |
| …                                  |                 | …                     |                    |  |  |       |  |  |                                           |  |  |                                          |  |
|                                    |                 | …                     | …                  |  |  |       |  |  |                                           |  |  |                                          |  |
|                                    |                 | …                     | …                  |  |  |       |  |  |                                           |  |  |                                          |  |
|                                    |                 | …                     | …                  |  |  |       |  |  |                                           |  |  |                                          |  |
|                                    |                 | …                     |                    |  |  |       |  |  |                                           |  |  |                                          |  |

## Stemma
| Immagine | Blasonatura |
| -------- | --- |
|          | Federico Cornaro Cardinale Partito d'oro e d'azzurro. Lo scudo, accollato a una croce astile patriarcale d'oro, posta in palo, è timbrato da un cappello con cordoni e nappe di rosso. Le nappe, in numero di trenta, sono disposte quindici per parte, in cinque ordini di 1, 2, 3, 4, 5 |